# Effektiv utstrålad effekt
Effektiv utstrålad effekt (ERP, från engelskans Effective radiated power) är inom radiokommunikation ett standardiserat teoretiskt mått på
radiofrekvens (RF)-energi som använder SI-enheten watt, och bestäms genom att subtrahera systemförluster och addera systemförstärkning.
ERP beräknas på systemet med antenn. ERP för en riktantenn blir således högre än för en rundstrålande antenn även om sändareffekten är densamma, därför att all effekten fokuseras på en mindre sektor.